# 국가철도공단
국가철도공단(國家鐵道公團, 영어: Korea National Railway)은 국유철도 시설의 건설 및 관리를 담당하는 대한민국 국토교통부 산하 위탁집행형 준정부기관이다.
2004년 1월 1일 대한민국 철도청 건설 부문과 한국고속철도건설공단이 통합해 한국철도시설공단이라는 이름으로 출범했으며, 2020년 9월 10일 국가철도공단으로 변경하였다.

## 설립 근거
- 국가철도공단법[1]

## 주요 업무
1. 철도 시설의 건설 및 관리
2. 외국 철도 건설(설계, 시공, 감리 및 사업 관리 등)과 남북 연결 사업
3. 철도 시설에 관한 기술의 개발 · 관리 및 지원
4. 철도 시설의 건설에 따른 철도의 역세권 및 철도연변 개발 · 운영
5. 건널목 입체화 등 철도 횡단 시설 사업
6. 철도의 안전 관리 및 재해 대책의 집행
7. 정부 · 지방자치단체 · 공기업 · 준정부기관 · 기타 공공기관 또는 타인이 위탁한 사업
8. 제1호 내지 제7호의 사업에 부대되는 사업
9. 제1호 내지 제8호의 사업을 위한 부동산의 취득 및 관리

## 개요
- 조직형태: 위탁집행형 준정부기관 (공공기관의 운영에 관한 법률 적용)
- 조직: 7본부 1원 6지역본부(지역 사업단PM, 총35개)
- 인원: 2,210명(2024)

## 해외 사업

### 아시아
2024년, 인도 뭄바이권개발공단(MMRDA)에서 발주한 '뭄바이 메트로 6호선(스와미 사마스 나가르역∼비크롤리역) 차량기지(칸주르마그) 및 부대공사의 일반 컨설턴트 용역'(금액 약 38억 원)을 수주하였다.
2024년, 국가철도공단·한국철도공사(코레일)·도화엔지니어링·수성엔지니어링컨소시엄이 몽골 울란바토르 지하철 1호선(17.7㎞) 건설사업의 관리·감리(PMC) 용역의 우선협상대상자로 선정되었다. 기간은 2024년 6월부터 2030년 8월까지로, 용역비는 580억 원이다.

## 통합 이전

### 교통부 시설국장
- 이봉인 (1948~1952)
- 김윤기 (1952~1954)
- 현영일 (1954~1955, 1958~1960)
- 마종승 (1955~1958)
- 신무성 (1960~1961)
- 박길수 (1961~1963)

### 철도청 시설국장
- 김덕원 (1963)
- 최순철 (1963~1964)
- 박대규 (1964~1966)
- 신유섭 (1966~1970)
- 김재두 (1970~1973)
- 윤익상 (1973~1976)
- 함길 (1976~1979)
- 김희국 (1979~1983)
- 백완규 (1983~1986)
- 김정옥 (1986~1989)
- 최강희 (1989~1992)
- 문순경 (1992~1995)
- 이구해 (1995)
- 김대영 (1995~1996)
- 권영대 (1996~1999)

### 철도청 시설본부장
- 신광순 (2000~2001)
- 조영갑 (2001~2002)
- 홍만용 (2002~2003)
- 김상균 (2003)
- 임용현 (2003)

### 철도청 철도건설국장
- 윤정후 (1963~1964)
- 신유섭 (1964~1966)
- 이동범 (1966~1968)
- 김재두 (1968~1970)
- 윤익상 (1970~1973)
- 함길 (1973~1974)
- 김유환 (1974~1977)
- 김희국 (1977~1981)
- 최병길 (1981~1983)
- 양용호 (1983~1984)

### 철도청 철도건설창(廠)장
- 양용호 (1984~1989)
- 정진우 (1989~1990)
- 문순경 (1990~1992)
- 이기철 (1992~1993)
- 이인영 (1993~1994)

### 철도청 종합공사사무소장
- 이인영 (1994~1995)
- 김대영 (1995~1996)

### 철도청 철도건설본부장
- 김대영 (1996~1998)
- 양기탁 (1998)
- 조영갑 (1998~1999)

### 철도청 건설본부장
- 조영갑 (2000~2001)
- 신광순 (2001~2002)
- 임용현 (2002~2003)
- 김상균 (2003)

### 한국고속철도건설공단 이사장
- 김종구 (1992~1993)
- 박유광 (1993~1996)
- 김한종 (1996~1997)
- 유상렬 (1997~2000)
- 채영석 (2000~2003)
- 정종환 (2003)

### 한국철도시설공단 이사장
- 정종환 (2004~2007)
- 이성권 (2007~2008)
- 조현룡 (2008~2011)
- 故 김광재 (2011~2014)
- 강영일 (2014~2017)
- 김상균 (2018~2020.9.10)

### 국가철도공단 이사장
- 김상균 (2020.9.10~2021.2.15)
- 김한영 (2021.2.16~2024.2.18)
- 이성해 (2024.2.19~)

## 연혁
- 1963년 9월 1일: 철도청 설립
- 1992년 3월 10일: 한국고속철도건설공단 설립[4]
- 1999년 9월 18일: 한국철도 100주년 "철도의날" 기념식
- 2003년 7월 29일: 철도산업발전기본법 및 한국철도시설공단법 제정 공포[5]
- 2004년 1월 7일: 한국철도시설공단 창립기념일.[6]
- 2004년 3월 24일: 호남선 복선 전철 개통
- 2004년 4월 1일: 경부고속철도 1단계 개통 (서울-동대구)
- 2004년 8월 31일: 전라선 개량 2단계 개통
- 2005년 12월 16일: 중앙선 (청량리~덕소) 복선전철 개통
- 2005년 12월 21일: 경인2복선전철 전구간 개통
- 2006년 12월 15일: 경원선 (의정부~동두천) 복선전철 개통
- 2007년 3월 23일: 인천국제공항철도 1단계(인천국제공항(현 인천공항1터미널)~김포공항) 개통(40.3km)
- 2007년 3월 30일: 천안~온양온천 단선 비전철 개통(16.2km)
- 2007년 12월 24일: 분당선 오리~죽전 부분개통(1.8km)
- 2007년 12월 27일: 중앙선 (덕소~팔당) 부분개통(44.8km)
- 2007년 12월 28일: 장항선 개량 부분개통(44.8km)
- 2008년 12월 15일: 천안~온양온천~신창 복선전철 및 장항선 개통
- 2008년 12월 29일: 중앙선 (팔당~국수) 복선전철 부분개통
- 2009년 7월 1일: 경의선 (DMC~문산) 복선전철 개통(40.6km)
- 2009년 12월 23일: 중앙선 (국수~용문) 복선전철 개통(19.7km)
- 2009년 12월 31일: 중부권물류단지 인입철도 개통(5.1km), 영남권물류단지 인입철도 개통(2.9km)
- 2010년 11월 1일: 경부고속철도 2단계 개통 (동대구~부산, 128.6km)
- 2010년 12월 13일: 부산신항 배후철도 개통 (38.8km)
- 2010년 12월 15일: 경전선 복선전철 개통 (삼랑진~마산, 40.6km)
- 2010년 12월 21일: 경춘선 복선전철 개통 (신상봉~춘천, 81.4km)
- 2010년 12월 28일: 인천국제공항철도 2단계 개통 (서울~김포공항, 20.7km)
- 2011년 3월 31일: 중앙선 (제천~도담) 복선전철 개통(15.9km)
- 2011년 10월 5일: 전라선 (익산~여수) 복선전철 개통(180.4km)
- 2011년 10월 28일: 신분당선 (강남~정자) 복선전철 개통(18.5km)
- 2011년 11월 21일: 경전선 (동순천~광양) 복선전철 개통(10.9km)
- 2011년 12월 28일: 분당선 (죽전~기흥) 복선전철 개통(5.1km)
- 2012년 2월 28일: 경춘선 (용산~춘천) 고속화 개통(90.0km)
- 2012년 5월 1일: 전라선 (익산~여수) 고속화 개통(180.4km)
- 2012년 6월 30일: 수인선 (오이도~송도) 개통
- 2012년 9월 25일: 중앙선 (용문~서원주) 복선전철 개통(28.0km)
- 2012년 10월 6일: 분당선 (왕십리~선릉) 복선전철 개통(6.8km)
- 2012년 11월 20일: 경원선 (신탄리~철원) 철도복원 개통(5.6km)
- 2012년 12월 5일: 경전선 (마산~진주) 복선전철 개통(53.3km)
- 2013년 3월 27일: 영주댐 수몰지구 철도이설 개통 (중앙선 문수~마사 10.4km)
- 2013년 11월 14일: 태백선 (제천~입석리) 복선전철 개통(14.3km)
- 2013년 11월 30일: 분당선 (망포~수원) 복선전철 개통(5.2km)
- 2014년 12월 26일: 경의선 복선전철 전구간 개통 (용산~공덕)
- 2015년 3월 31일: 포항역 이설과 동시에 동해선 KTX 개통
- 2015년 4월 1일: 호남고속철도 개통
- 2015년 7월 31일: 경부고속철도 2단계(대전.대구 도심구간) 개통
- 2016년 1월 30일: 신분당선 (정자~광교) 개통
- 2016년 2월 27일: 수인선 (인천~송도) 개통
- 2016년 7월 15일: 경전선 (진주~광양) 개통
- 2016년 9월 24일: 경강선(판교~여주) 복선전철 개통
- 2016년 12월 9일: 수서고속철도(SRT) 개통
- 2016년 12월 30일: 동해선 광역전철 1단계 구간(부전~일광) 개통
- 2017년 12월 21일: 원주~강릉 강릉선 KTX 개통
- 2020년 9월 10일 : 한국철도시설공단에서 국가철도공단으로 명칭 변경.[7]

## 세부 조직

### 이사장
- 비서실
- 고객홍보실

#### 안전본부
- 안전품질기동점검TF
- 안전계획처
- 품질관리처

#### 철도혁신연구원
- 철도산업정보센터
- 실용화연구처
- 디지털융합처
- 디지털관리처

#### 부이사장
- 부속실

- GLOBAL본부
- UAE TF

#### 기획본부
- 기획처
- 경영성과처
- 재무예산처
- 사업개발처

#### 건설본부
- 건설계획처
- 심사기준처
- GTX지원단
- 사업기획처
- 고속일반처
- 철도지하화추진단

#### 시설본부
- 시설계획처
- 시설개량처
- 철도안전협력처
- 수송계획처
- 시설장비사무소

#### SE본부
- SE융합
- 궤도토목처
- 건축처
- 전철처
- 신호처
- 정보통신처
- 기지차량처

#### 경영본부
- 인사제도개선TF
- 경영노무처
- 인재개발처
- 계약처
- 재산운영처

#### 수도권본부
- 안전품질
- 사업총괄
- 경영지원처
- 시설관리처
- 신안산선사업단

#### GTX본부
- 안전품질
- 사업총괄
- 경영지원처
- 시설관리처
- GTX-A사업단
- GTX-B사업단TF
- GTX-C사업단TF

#### 영남본부
- 안전품질
- 사업총괄
- 경영지원처
- 시설관리처
- 동해선사업단

#### 호남본부
- 안전품질
- 사업총괄
- 경영지원처
- 시설관리처
- 호남고속사업단

#### 충청본부
- 안전품질
- 사업총괄
- 경영지원처
- 시설관리처
- 서해선사업단
- 평택오송사업단TF

#### 강원본부
- 안전품질
- 사업총괄
- 경영지원처
- 시설관리처
- 중앙선사업단

### 지역 본부 주소
- 수도권본부: 서울특별시 용산구 청파로 378(동자동 43-229) 3~5층
- GTX본부: 서울특별시 중구 한강대로 405, 2층
- 영남본부: 부산광역시 중구 충장대로 9번길 46 관정빌딩
- 호남본부: 광주광역시 남구 효천1로 32
- 충청본부: 대전광역시 동구 중앙로 242 (9~11층)
- 강원본부: 강원특별자치도 원주시 북원로 2650 (태장동 1402)

## 같이 보기
- 철도기관 공동사옥
- 한국철도공사
- 한국철도대학
- 한국철도기술연구원